# Phragmodochium modestum
Phragmodochium modestum är en svampart som beskrevs av Höhn. 1924. Phragmodochium modestum ingår i släktet Phragmodochium, divisionen sporsäcksvampar och riket svampar.   Inga underarter finns listade i Catalogue of Life.